# شاون فونتنو
شاون فونتنو (انگلیسی: Shawn Fonteno؛ زادهٔ ۸ آوریل ۱۹۷۶) هنرپیشه، صداپیشه، خواننده رپ اهل ایالات متحده آمریکا است.
بیشتر شهرت او مربوط به صداپیشگی شخصیت فرانکلین کلینتون در بازی اتومبیل دزدی بزرگ ۵  است.